# Lenorenwald
Lenorenwald este o arie protejată (arie specială de conservare — SAC, sit de importanță comunitară — SCI) din Germania întinsă pe o suprafață de 547 ha, integral pe uscat.

## Localizare
Centrul sitului Lenorenwald este situat la coordonatele 53°57′27″N 11°04′58″E / 53.9575°N 11.0828°E.

## Înființare
Situl Lenorenwald a fost declarat sit de importanță comunitară în aprilie 2004 pentru a proteja 4 specii de animale. Situl a fost protejat și ca arie specială de conservare în august 2016.

## Biodiversitate
Situată în ecoregiunea continentală, aria protejată conține 3 habitate naturale: Lacuri eutrofice naturale cu vegetație de tip Magnopotamion sau Hydrocharition, Păduri de fag Asperulo-Fagetum, Păduri aluvionare cu Alnus glutinosa și Fraxinus excelsior (Alno-Padion, Alnion incanae, Salicion albae).
La baza desemnării sitului se află mai multe specii protejate:
- amfibieni (2): buhai de baltă cu burta roșie (Bombina bombina), triton cu creastă (Triturus cristatus)
- mamifere (1): vidră de râu (Lutra lutra)
- nevertebrate (1): Vertigo moulinsiana